# 特雷奥加特
特雷奥加特（法語：Tréogat，法語發音：[tʁeɔɡat]）是法国菲尼斯泰尔省的一个市镇，位于该省西南部，属于坎佩尔区。

## 地理
特雷奥加特（47°55'10"N, 4°19'24"W）面积9.85 平方千米，位于法国布列塔尼大區菲尼斯泰尔省，该省份为法国最西部的省份，位于布列塔尼半岛西部，北西南三面环大西洋，东临阿摩尔滨海省和莫尔比昂省。
与特雷奥加特接壤的市镇（或旧市镇、城区）包括：珀姆里特、普洛内乌尔-朗韦恩、普洛旺、特雷盖内克。

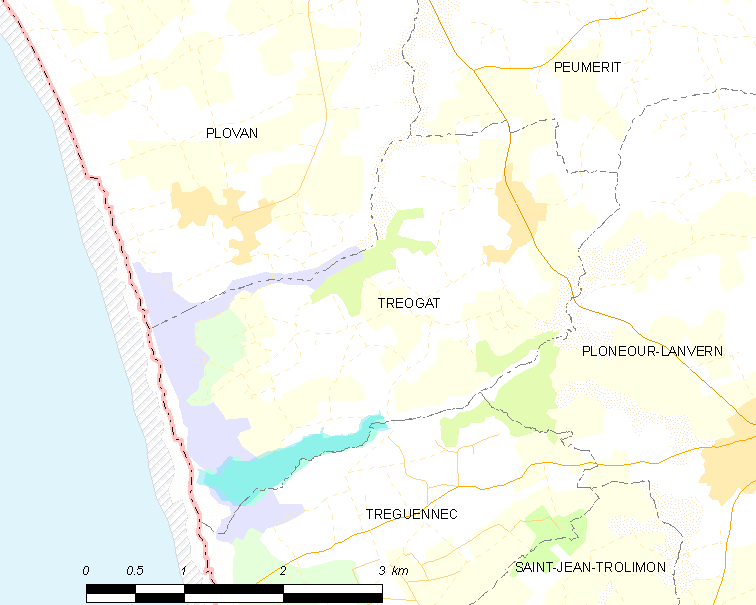
特雷奥加特的OSM定位图

特雷奥加特的时区为UTC+01:00、UTC+02:00（夏令时）。

## 行政
特雷奥加特的邮政编码为29720，INSEE市镇编码为29298。

## 政治
特雷奥加特所属的省级选区为普洛内乌尔-朗韦恩县。

## 人口

1962-2008年间特雷奥加特人口变化图示

特雷奥加特于2022年1月1日时的人口数量为579人。